# Choristoneura thyrsifera
Choristoneura thyrsifera es una especie de polilla del género Choristoneura, tribu Archipini, subfamilia Tortricinae. Fue descrita científicamente por Razowski en 1984.

## Distribución
Se distribuye por Asia: China.